# Peter-Alexander-Show
Die Peter-Alexander-Show wurde in den Jahren 1963 bis 1996 im deutschen und österreichischen Fernsehen bei den Sendern ORF, WDR und vom ZDF ausgestrahlt und vom österreichischen Schauspieler und Entertainer Peter Alexander moderiert.

## Geschichte
Bereits in den Jahren 1963 bis 1966 gab es Peter-Alexander-Fernsehshows beim WDR.
Es handelte sich um Sendungen in Schwarz-Weiß von einstündiger Dauer. Als Gaststar fungierte zumeist die Sopranistin Ingeborg Hallstein sowie einmalig Dany Saval aus Frankreich.
Am 9. März 1969 strahlte das ZDF erstmals eine Peter Alexander Show in seinem Programm aus, die mit einer Sehbeteiligung von 71 % zu einem Erfolg wurde. Ab diesem Zeitpunkt produzierte der Sender in Zusammenarbeit mit dem Erfolgsproduzenten Wolfgang Rademann (Traumschiff, Schwarzwaldklinik), jedes Jahr eine solche Show unter der Regie von Ekkehard Böhmer, Dieter Wendrich und Dieter Pröttel. Der Titel der Show variierte im Lauf der Jahre. Die ersten Folgen wurden unter dem Titel Peter Alexander präsentiert Spezialitäten ausgestrahlt, es folgten diverse Specials mit abweichenden Namen, dann in den 1980er Jahren Peter Alexander: Wir gratulieren und ab 1987 Die Peter Alexander Show. Die Reihe fand ihren Abschluss im Juni 1996 mit dem Special Peter Alexander „Was sind schon 70 Jahre“ anlässlich Alexanders 70. Geburtstag.
Über zwei Jahrzehnte war der Komponist und Bandleader Heinz Kiessling der musikalische Wegbegleiter. Die Sendereihe wurde zu einer beliebten Familiensendung. Von 1969 bis 1995 erzielten Peter Alexander Shows (1969 bis 1987 ZDF/ORF, 1991 bis 1995 ORF), in denen er als moderierender Gastgeber, Entertainer, Parodist und Sänger generationenübergreifende Unterhaltung bot, beachtliche Einschaltquoten im Fernsehen. Mit bis zu 38 Millionen Fernsehzuschauern allein in Deutschland wurden Einschaltquoten erzielt, die sonst nur bei Fußballweltmeisterschaften erreicht wurden. So war es auch in Österreich. Im TELETEST hat die Ausgabe vom 21. Dezember 1991 auf ORF eins mit 2,585 Millionen die zweitbeste Reichweite aller bisher in Österreich gemessenen Sendungen.
Bei den Peter-Alexander-Shows handelte es sich um eine spezielle Form der Fernsehunterhaltung. Conférencen, mit viel Musik, Sketchen, beliebten Künstlern und Drehbüchern von Hans Hubberten, führten zum Erfolg. Zu seinen Gästen zählten langjährige Weggefährten des Moderators, wie Udo Jürgens, Gunther Philipp, Maria Schell, Johannes Heesters oder Paul Kuhn, ebenso zahlreiche Weltstars, wie Montserrat Caballé, Liza Minnelli, Tom Jones, Johnny Cash und Richard Chamberlain. Besonderer Höhepunkt dieser Shows waren die vielen Parodien, unter anderem über den Musikantenstadl oder die Golden Girls. Im Jahre 1995 produzierte der ORF in der Wiener Stadthalle die letzte Peter-Alexander-Show.